# C-Bär und Jamal
C-Bär und Jamal – Eine coole Bärenfreundschaft (Originaltitel: C-Bear And Jamal) ist eine US-amerikanische Zeichentrickserie aus dem Jahr 1996.

## Handlung
Jamal hat den Wunsch, der coolste Junge in der Nachbarschaft zu sein. Allerdings trifft die Kleidung, die sein Vater für ihn kauft, nicht den aktuellen Trend der Mode. Maya, Kwame und Chipster wollen ihm daher dabei helfen, sich neu zu kleiden. C-Bear, ein Hip-Hop-Teddybär, versucht ihm hingegen zu zeigen, dass Äußerlichkeiten nicht das Entscheidende sind.

## Produktion und Veröffentlichung
Die Serie wurde 1996 mit 13 Folgen in den USA produziert.
Erstmals wurde die Serie am 10. Februar 1996 auf Fox Kids ausgestrahlt. Die deutsche Erstausstrahlung fand am 30. Dezember 2000 auf dem Fernsehsender Junior statt. Weitere Ausstrahlungen im deutschsprachigen Raum fanden bzw. finden auf KiKA, ZDF und SF zwei statt.

## Episodenliste
| Folge | deutscher Titel                | deutsche Erstausstrahlung | englischer Titel                    | Originalausstrahlung |
| 1     | Wie siehst du denn aus?        | 30.12.2000                | Emperor’s New Gear                  | 10.02.1996           |
| 2     | Jamal haut auf den Putz        | 31.12.2000                | Rap Van Winkle                      | 03.02.1996           |
| 3     | Der 10. Geburtstag             | 06.01.2001                | Big                                 | 17.02.1996           |
| 4     | Dabeisein ist alles            | 07.01.2001                | Teeing Off                          | 21.09.1996           |
| 5     | Der reiche Cousin              | 13.01.2001                | The Prince And The Po’ Boy          | 28.09.1996           |
| 6     | Jamal und der fiese Miese      | 14.01.2001                | Raging Bully                        | 12.10.1996           |
| 7     | Ein Tag mit Dad                | 20.01.2001                | Hanging With Mr. Wingo              | 02.11.1996           |
| 8     | Jamal, der Superstar           | 21.01.2001                | Big Head Jamal                      | 09.11.1996           |
| 9     | Der beste Grandpa auf der Welt | 27.01.2001                | Most Valuable Grandpa               | 22.02.1997           |
| 10    | Dad hat ein Rendezvous!        | 28.01.2001                | Sleepless In South Central          | 16.11.1996           |
| 11    | Jamal und die Mädchen          | 03.02.2001                | Puppy Love                          | 15.02.1997           |
| 12    | Supermodel Maya?               | 04.02.2001                | Dumbing Down                        | 23.11.1996           |
| 13    | Auch Lügen ist schwer!         | 10.02.2001                | The Truth And Nothing But The Truth | 01.02.1997           |